# Aeroportul Gardo
Aeroportul Gardo (IATA: GSR, ICAO: HCMG) este un aeroport din Bari⁠(d), Somalia ce deservește zona Qardho.
Situat la o altitudine de 802 m, aeroportul dispune de o singură pistă.